# Stephanostomum aaravi
Stephanostomum aaravi is een soort in de taxonomische indeling van de platwormen (Platyhelminthes). De worm is tweeslachtig en kan zowel mannelijke als vrouwelijke geslachtscellen produceren. De soort leeft in zeer vochtige omstandigheden. 
De platworm behoort tot het geslacht Stephanostomum en behoort tot de familie Acanthocolpidae. De wetenschappelijke naam van de soort werd voor het eerst geldig gepubliceerd in 2003 door Bray & Cribb.